# Lepidochrysops mcgregori
Lepidochrysops mcgregori is een vlinder uit de familie van de Lycaenidae. De wetenschappelijke naam van de soort is voor het eerst geldig gepubliceerd in 1970 door Pennington.